# Дюксинська сільська рада
Дю́ксинська сільська́ ра́да — орган місцевого самоврядування в Костопільському районі Рівненської області. Адміністративний центр — село Дюксин.

## Загальні відомості
- Дюксинська сільська рада утворена в 1939 році.
- Територія ради: 86,61 км²
- Населення ради: 1 968 осіб (станом на 2001 рік)
- Територією ради протікають річки Жильчанка, Горинь.

## Населені пункти
Сільській раді підпорядковані населені пункти:
- с. Дюксин
- с. Жильжа
- с. Соломка
- с. Суськ

## Склад ради
Рада складається з 16 депутатів та голови.
- Голова ради: Романюк Микола Андрійович
- Секретар ради: Гладун Людмила Анатоліївна

### Керівний склад попередніх скликань
| Прізвище, ім'я, по батькові | Основні відомості                                                                | Дата обрання | Дата звільнення |
| --------------------------- | -------------------------------------------------------------------------------- | ------------ | --------------- |
| Романюк Микола Андрійович   | Сільський голова, 1965 року народження, освіта вища, член Народного Руху України | 26.03.2006   | 31.10.2010      |
| Романюк Микола Андрійович   | Сільський голова, 1965 року народження, освіта вища, член Народного Руху України | 31.10.2010   |                 |

Примітка: таблиця складена за даними сайту Верховної Ради України